# Hanoi Medical University
Truòng dai hoc y Hà Noi (engelska: Hanoi Medical University, franska: Université de médecine de Hanoï), är ett medicinskt universitet i Vietnams huvudstad Hanoi. Det grundades 1902 av fransmännen under namnet École de médecine de l'Indochine. Fram till 1947 var franska undervisningsspråk.